# Matthew Burke
Matthew Peter Burke (Sídney, 15 de septiembre de 1964) es un exjugador australiano de rugby que se desempeñaba como wing.

## Carrera
Debutó en la primera del Randwick en 1984 con 19 años y jugó con ellos hasta 1987, cuando se retiró del rugby 15. El siguiente año empezó a jugar rugby league profesionalmente.

## Selección nacional
Fue convocado a los Wallabies por primera vez en 1984 con 20 años y jugó con ellos hasta 1987. En total jugó 23 partidos y marcó 15 tries.

### Participaciones en Copas del Mundo
Burke solo disputó una Copa del Mundo: Nueva Zelanda 1987 donde los Wallabies fueron derrotados por Les Bleus en semifinales con un try de Serge Blanco en el último minuto.
| Mundial                       | Sede          | Resultado     | PJ | Tries |
| ----------------------------- | ------------- | ------------- | -- | ----- |
| Copa Mundial de Rugby de 1987 | Nueva Zelanda | Cuarto puesto | 5  | 5     |